# مرغابی غازپیکر ژاپنی
مرغابی غازپیکر ژاپنی (نام علمی: Shiriyanetta hasegawai) یک گونه منقرض‌شده از اردک‌تباران دریایی از دوران پلیستوسن ژاپن است. بی‌پرواز و شبیه به مرغابی غازپیکر منقرض‌شده در طرف مقابل اقیانوس آرام بود.